# ثيف 2
ثيف 2:ذا ميتال إيج (بالإنجليزية: Thief II: The Metal Age)‏، هي لعبة فيديو من نوع بقاء، صدرت في الأسواق سنة 2000، وهي من تطوير ستوديو لوكنغ غلاس ستوديوز، ومن نشر سكوير إنكس يورب، حيث تعمل اللعبة حصراً لنظام مايكروسوفت ويندوز.

## المواقع الخارجية
- ثيف 2 على موقع IMDb (الإنجليزية)